# Forest of Dean District
Forest of Dean är ett distrikt (motsvarande kommun) i grevskapet Gloucestershire i England, Storbritannien. Distriktet har 87 937 invånare (2022).
Större orter är Cinderford, Coleford (administrativ huvudort) och Lydney. Distriktet är indelat i 41 civil parishes.